# María Luisa Soriano Martín
María Luisa Soriano Martín   (Còrdova, 12 de febrer de 1954) és un política i catedràtica espanyola del Partit Popular (PP), consellera d'Agricultura del Govern de Castella-la Manxa entre 2011 i 2015.
Es va llicenciar en ciències biològiques per la universitat de la seva ciutat natal, i es va doctorar en la mateixa especialitat per la Universitat de Santiago de Compostel·la.
És catedràtica de l'Escola Universitària d'Enginyeria Tècnica Agrícola de la Universitat de Castella-la Manxa (UCLM) localitzada a Ciudad Real.
Vicepresidenta del PP a la província de Ciudad Real, va ser cap de llista de la candidatura del Partit Popular (PP) a Ciudad Real per a les eleccions a les Corts de Castella-la Manxa de 2007, i va ser elegida diputada de la setena legislatura del parlament regional. Va ser reelegida el 2011.
El juny de 2011, amb l'arribada a la presidència de la Junta de Comunitats de Castella-la Manxa de María Dolores de Cospedal, va ser nomenada consellera d'Agricultura del executiu autonòmic. Va prendre possessió del càrrec amb la resta de consellers el 27 de juny. Va defensar l'aprovació de la Llei de Caça per les Corts Regionals el 2015.
Després de la sortida de Cospedal i del Partit Popular del govern regional de Castella-la Manxa el 2015, va ser recol·locada al Liceo Cervantes de Roma, dependent de la Ambaixada d'Espanya a Itàlia i del Ministeri d'Educació, Cultura i Esport.

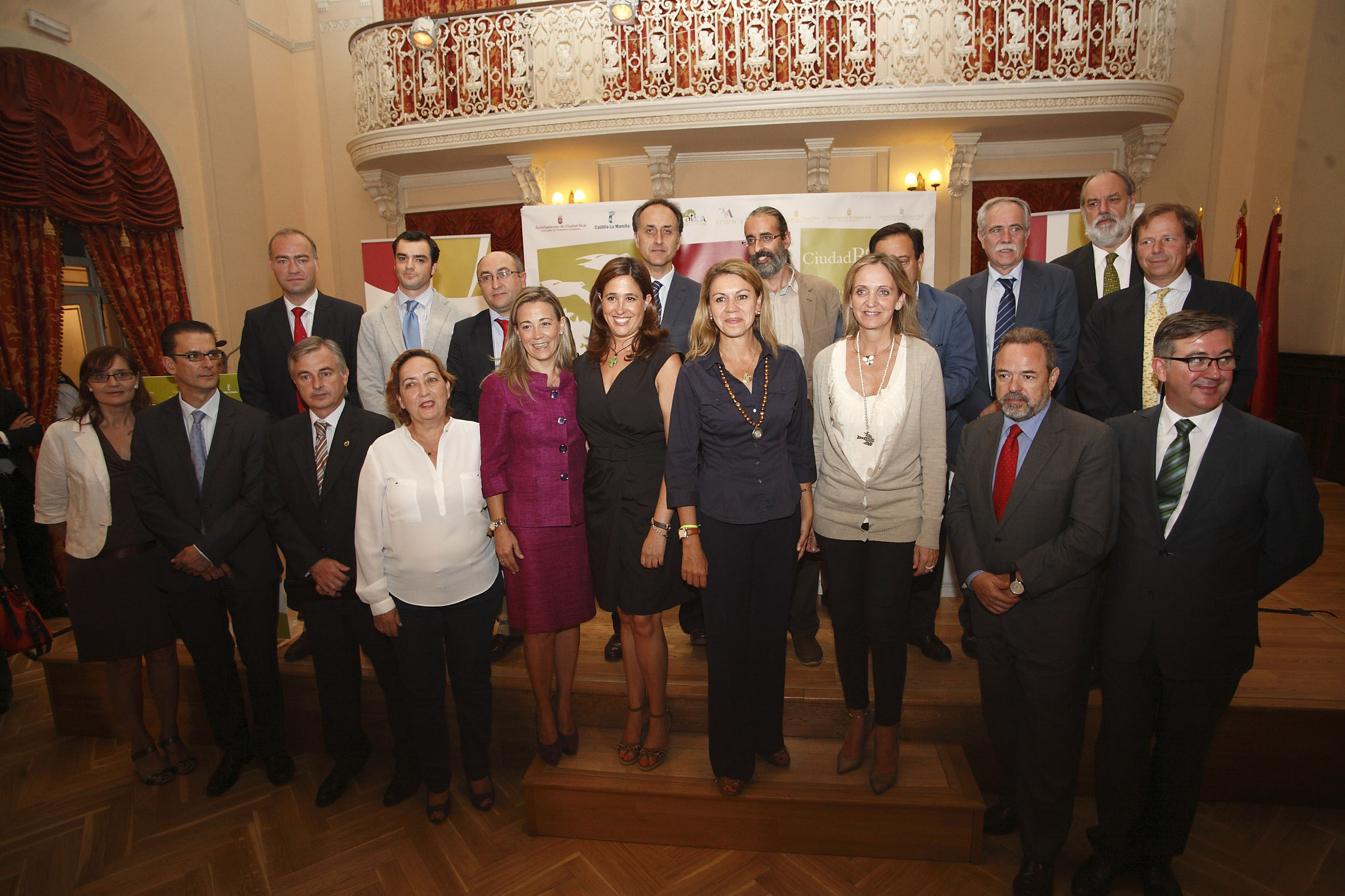
Durant la inauguració de les jornades de turisme cinegètic a Ciudad Real (2013)